# 15118 Elizabethsears
15118 Elizabethsears (2000 DP82) là một tiểu hành tinh vành đai chính được phát hiện ngày 28 tháng 2 năm 2000 bởi Nhóm nghiên cứu tiểu hành tinh gần Trái Đất phòng thí nghiệm Lincoln ở Socorro.